# ميتش كينغ
ميتش كينغ (بالإنجليزية: Mitch King)‏ هو لاعب كرة قدم أمريكية أمريكي، ولد في 5 مايو 1986 في برلنغتون في الولايات المتحدة.

## وصلات خارجية
- ميتش كينغ على موقع مرجع كرة القدم المحترفة.كوم (الإنجليزية)